# هيلين إليزه أوستين
هيلين إليزه أوستين (بالإنجليزية: Helen Elsie Austin) كانت محامية أمريكية، وقائدة حقوق مدنية، ودبلوماسية من الغرب الأوسط. من عام 1960 إلى 1970، عملت لعشر سنوات مع وكالة المعلومات الأمريكية (USIA) في مشاريع ثقافية متنوعة في أفريقيا. كانت أول امرأة أمريكية من أصول أفريقية تتخرج من كلية الحقوق بجامعة سينسناتي، تم تعيين أوستين في عام 1937 كمساعدة للمدعي العام في أوهايو. كانت أول امرأة سوداء وأول امرأة تشغل هذا المنصب.
أوستن شغلت مناصب قانونية في واشنطن العاصمة للعديد من الوكالات الفيدرالية خلال الصفقة الجديدة. كما عملت على تعزيز الحقوق المدنية للأمريكيين الأفارقة، وشاركت في العديد من اللجان، وفي مناصب تنفيذية. وقد عملت كمستشارة للجمعية الوطنية لتقدم الملونين (NAACP)، والمجلس الوطني للنساء السود. كما شغلت منصب رئيسة لجمعية دلتا سيغما سيتا، "إحدى أكبر منظمات النساء الأمريكيات الأفارقة في العالم."
في عام 1934، أصبحت أوستن عضوة في البهائية في سينسيناتي. بعد عشر سنوات، تم انتخابها في التجمع الروحي الوطني في الولايات المتحدة، المؤسسة المسؤولة عن الشؤون في البلاد. كانت بهائية لبقية حياتها. بعد عقود، أثناء خدمتها في أفريقيا، انضمت إلى ما كان آنذاك المحفل الوطني الإقليمي لشمال غرب أفريقيا.

## الحياة المبكرة، الأسرة والتعليم
وُلدت هيلين إليزه أوستين في عام 1908 لماري لويز أوستن، ني دوتسون (أحياناً تُكتب دودسون)، وجورج ج. أوستن في معهد توسكيجي في توسكيجي، ألاباما؛ كلا الوالدين كانا يُدرّسان ويعيشان في المعهد. والدتها كانت تُدرّس علوم المنزل ووالدها كان قائد الرجال؛ وكان سابقاً في الحرب الإسبانية الأمريكية.
تزوج والداها في 10 يونيو 1906. شجعوا أطفالهم على أن يتعلموا ويعملوا من أجل تقدم عرقهم. كانت شقيقة جورج جيني شارلوت أوستن من بين الطلاب الأفريقيين الأمريكيين الذين تم قبولهم في كلية التربية بجامعة سينسيناتي في أوائل القرن العشرين؛ تخرجت في صف عام 1911.
والدة أوستن كانت ابنة مينتور دوتسون، وزير ومعلم في ألاباما، وزوجته. في عام 1872 تم انتخاب القس دوتسون كعضو جمهوري في مجلس نواب ألاباما، خلال إعادة الإعمار. اعتقدت أوستن أن والدتها كانت محل تقدير كبير من قبل بوكر تي واشنطن وزوجته بسبب إنجازات القس دوتسون.
هيلين إلسي أوستن تُسجل عمومًا بأنها وُلدت في توسكيجي. كان لديها شقيق، جورج ج. أوستن جونيور. كانت العائلة لا تزال في توسكيجي في عام 1910، وفقًا لتعداد الولايات المتحدة،
بحلول عام 1912، كان والدها يعمل كقائد للرجال في مدرسة بريري فيو نورمال في أوستن (تكساس)، التي أُنشئت للطلاب من أصل أفريقي. هذه المدرسة العادية، التي أُسست في البداية لتدريب المعلمين للصفوف الدنيا، تطورت مع الوقت لتصبح جامعة بريري فيو إيه آند إم. في عام 1914، كتب والدها رسالة إلى محرر صحيفة ذا نيويورك آيج، وهي صحيفة سوداء بارزة في مدينة نيويورك. كان لديه اعتراض على صورة تُظهر الحضور من أصل أفريقي في حفل راقص فاخر، مشيراً إلى أن جميع الرجال كانوا مع نساء ذوات بشرة أفتح. وادعى أنها كانت مثالاً على التفرقة اللونية في المجتمع الأسود، الذي فضل النساء ذوات البشرة الفاتحة. بالإضافة إلى ذلك، كتب أن خدمة النساء السود في الجنوب (وفي أماكن أخرى) كانت لا تزال مشكلة.
قبل دخول الولايات المتحدة في الحرب الكبرى، سعى جورج أوستن للانضمام إلى تدريب الضباط في معسكر في نيويورك. لم يتم قبوله بسبب سياسة وزارة الحرب الأمريكية، دخل مدرسة تدريب الضباط المؤقتة في فورت ديس موينز، التي أنشئت حديثًا لتدريب الضباط الأمريكيين من أصل أفريقي لقيادة القوات في الجيش الأمريكي، كأول ملازم؛ جرت التدريبات من يونيو إلى أكتوبر، 1917. مثل الرجال الآخرين من مختلف الأعمار، سجل للخدمة العسكرية. وتم تقديره لاحقًا لخدمته مع الكتيبة 65 للرشاشات (والتي قد تكون الوحدة البريطانية بنفس الاسم).
بعد الحرب، استقرت العائلة في سينسيناتي، أوهايو، بحلول يناير 1920. كان والدها سكرتير مدير رابطة مدنية تدعمها الجالية السوداء في بورت هورون، الواقعة على بحيرة هورون من البحيرات العظمى. انتقل إلى أوهايو ليصبح مدير رابطة زانيسفيل المدنية القريبة، والتي خدمت الطلاب السود في المدينة التي تحمل نفس الاسم. وكانت مدعومة ماليًا من قبل المواطنين السود والبيض. عملت والدتها ماري لويز أوستن في مدرسة ستو في سينسيناتي، المسماة على اسم هيريت ستو.

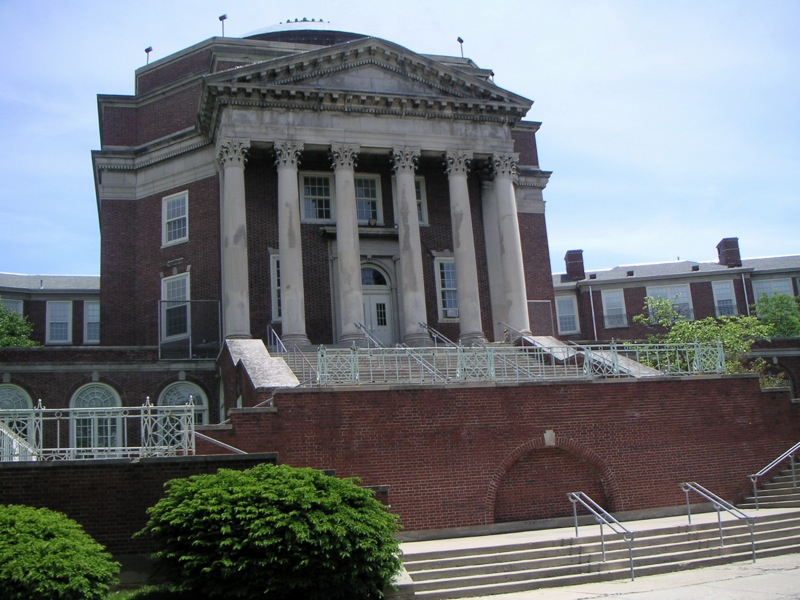
الواجهة الأمامية لمدرسة ولنت هيلز الثانوية

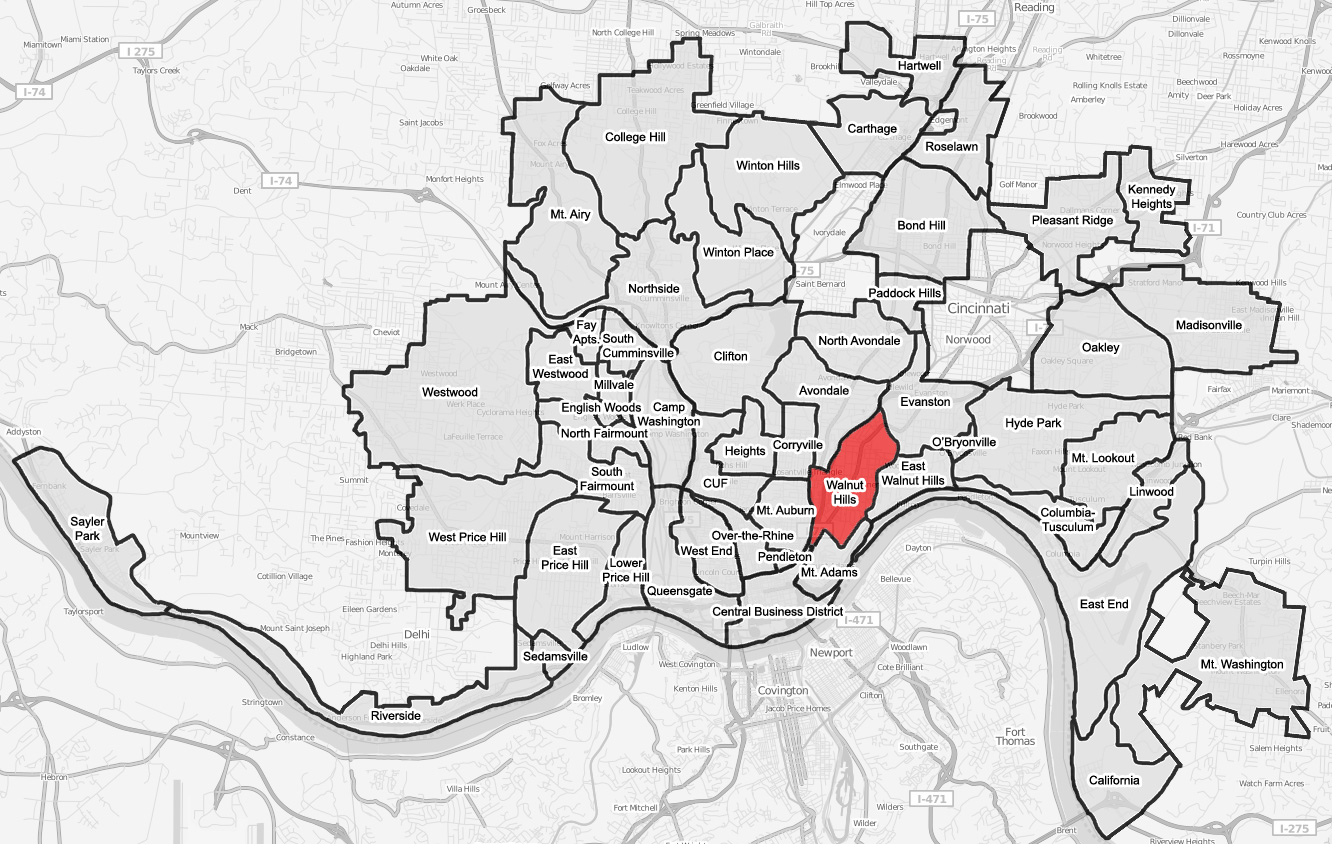
ولنت هيلز الآن حي في مدينة سينسيناتي، أوهايو.

بعد عقود، سجلت الحادثة التالية عن يومها الأول في مدرسة ولنت الثانوية، التي كانت آنذاك ضاحية من ضواحي سينسيناتي:
(بعد أن قرأت المعلمة من كتاب دراسي عن مساهمات جميع الأجناس، والذي قال إن العرق الأسود لم يقدم مساهمة كبيرة وتم خلقه ليكون تابعا للأعراق الأكثر حظا.) هل يمكنك أن تتخيل؟ فتاتان سوداوان صغيرتان في مدرسة مليئة بالأطفال البيض، وفصل دراسي من الأطفال البيض، ومع كل صراحة وقسوة الشباب، نظرت إلينا الصف بأكمله وبالطبع كانت هناك بعض الضحكات والابتسامات. في تلك اللحظة تذكرت جدتي. شعرت كما لو أن الكلان كان يقف هناك بأسلحتهم موجهة نحوي. بقليل من الاستياء والعزم وقفت وقلت 'لقد علمت في مدرسة سوداء أن الأفارقة عملوا في الحديد قبل أن يعرف الأوروبيون أي شيء عن ذلك. علمت أنهم كانوا يعرفون كيفية صب البرونز في صنع التماثيل وأنهم عملوا في الذهب والعاج بشكل جميل حتى أن الأمم الأوروبية كانت تأتي إلى شواطئهم لشراء منحوتاتهم وتماثيلهم. هذا ما علمت في مدرسة سوداء. كان هناك صمت كهربائي. لكن يا أصدقاء هل يمكنك أن تتخيل؛ إذا لم يكن هناك احتجاج، ما التحيز المتأصل والعداء الذي كان سيغرس في عقول هؤلاء الأطفال، وما الإهانات والإذلال الذي كان سيترك أثره علينا.":7m20s
تخرج أوستين في عام 1924 من المدرسة الثانوية.

## الكلية والقانون وعقيدة البهائية
في عام 1928، تم قبول أوستن وسبع نساء أمريكيات من أصل أفريقي كطلاب في جامعة سينسيناتي (UC). تاريخياً، كان عدد الطلاب السود محدوداً هنا؛ لم يتم ذكر اسم أول طالب أسود معروف في سجلات الجامعة.
بحلول العشرينيات من القرن العشرين، كان يتم قبول المزيد من السود في الجامعة، حيث كانوا يكتسبون التحضير في الصفوف الدنيا. كان معظمهم في البداية من النساء، حيث كان يتم قبول السود فقط في كلية التربية للتحضير لمهن التدريس، وكان معظم الموجودين في هذا المجال من النساء. لم يكن هناك أعضاء هيئة تدريس سود. لم يكن يُسمح للسود بالعيش في السكن الجامعي وكانوا غالبًا ما يستأجرون الغرف مع العائلات في المدينة. كان لديهم وصول محدود إلى حمام السباحة الجامعي أو المرافق الأخرى. تذكرت أوستن أنها وبقية الطلاب السود تم نصحهم من قبل أحد الإداريين بتجنب أن يكونوا 'متميزين'، وأخذين بعين الاعتبار أنهم 'أعضاء في عرق خاضع'، وأن يكون لديهم 'توقعات منخفضة'.
في وقت لاحق، علقت أوستن على هذا الاجتماع في تاريخها الشفوي:
كنا صغارًا، حساسين، مليئين بالأمل والطموح للتعليم الجامعي. ذلك الخطاب أصابنا بصدمة. جلسنا وناقشنا الوضع. ثم قررنا جميعًا، نحن الثمانية، أننا سنخرج لكل شيء في الجامعة. كدنا أن نقسم بدمائنا أننا جميعًا سننهي ذاك العام الأول مع مرتبة الشرف في شيء ما. بنهاية العام حقق كل واحد منا مرتبة شرف. في بداية العام التالي، قدمت نفس المسؤولة التي دعتنا وأهانتنا، اعتذارًا عن تصريحاتها.:9m25s
أوستن انضم إلى نادٍ مختلط الأعراق في الحرم الجامعي، والفصل الشاب من دلتا سيغما سيتا، وهي إحدى الأخويات السوداء. صور أعضاء الأخويات السوداء أو الجمعيات الأخوية في ذلك الوقت لم تُنشر في كتب السنوية المدرسية.
أوستن كانت مدفوعة من قبل أصدقائها لكنها كانت غاضبة من معاملتهم في الجامعة. لاحقًا، تذكرت الحديث مع والدها حول هذا الموضوع.
كنت صغيرة، غاضبة، مستاءة ومعادية. ذهبت إلى والدي وأخبرته أنني سأصبح لا أدرية أو ملحدة لأنني "لا أؤمن بعد الآن بهذه الديانات التي كلها متفرقة، كلها تقاتل مع بعضها، كلها تفرض الأحكام المسبقة ضد بعض المجموعات، ومع ذلك تقول إن الله هو والد جميع البشر." استمع لي والدي، ثم قال "حسنًا قبل أن تقومي بذلك، لماذا لا تذهبي وتتحدثي مع هؤلاء الناس في سينسيناتي الذين يتحدثون عن البهائية." لم يكن بهائيًا ولكنه قال إن لديهم بعض الأفكار المثيرة للاهتمام.:12m16s
حصلت على درجة البكالوريوس في عام 1928. التحقت أوستن بكلية قانون جامعة كولورادو لمدة عام، حيث عملت أيضًا في فريق الطلاب لمجلة روكي ماونتن لو ريفيو، التي كانت تتمتع بسمعة وطنية. عندما عادت إلى أوهايو، أكملت درجة القانون في جامعة سينسيناتي، حيث حصلت أيضًا على مكان في مجلة سينسيناتي لو ريفيو. في أبريل 1930، مثلت ليبيريا في حدث محاكاة عصبة الأمم في الحرم الجامعي.
أوستن حصلت على درجة LLB في عام 1930، لتصبح أول امرأة سوداء تتخرج من كلية الحقوق بجامعة سينسيناتي. والدها توفي قبل تخرجها.

## الحياة المهنية
أوستن اجتازت اختبار المحاماة في ولاية إنديانا في ذلك العام، وكانت من بين 22 محامية سوداء في الولاية في عام 1930. كانت واحدة من الرواد الذين أشاد بهم في أواخر القرن العشرين غولر تيل بوتشر، أستاذ القانون الدولي في جامعة هوارد الذي أنشأ منحة دراسية للنساء السود.
جد والد أوستن، روبرت أوستن، عاش ليرى هذه الإنجازات؛ تُوفي في أكتوبر 1930. بحلول ذلك الوقت، كانت أوستن قد عادت للعيش مع والدتها الأرملة، التي استلهمت العودة إلى الجامعة.
في عام 1931 افتتح أوستن مكتب محاماة في إنديانابوليس، إنديانا، عاصمة الولاية، مع هنري ج. ريتشاردسون الابن، وهو أيضًا أمريكي من أصل أفريقي. كانوا شركاء لمدة عامين، وأصبح نشطًا في الحزب الديمقراطي. (في عام 1932 كان أحد أول أمريكيين من أصل أفريقي تم انتخابهما على تذكرة الحزب الديمقراطي إلى مجلس الولاية في إنديانا.)
أوستن بدأت تكون نشطة مع الجمعية الوطنية للنهوض بالملونين، وكانت تتحدث في بعض الأحيان عن عملها، وكذلك تمثل المنظمة في الدعاوى المدنية التي تتحدى الفصل والقيود. أوستن أيضا بدأت تأخذ دورا قياديا في جمعية دلتا سيغما سيتا.
المجتمع البهائي في سينسيناتي يرجع تاريخه إلى عام 1910. بدأت أوستن في التعرف على ممارساتهم. اجتماع مشترك للمجتمعات البهائية في أوهايو اجتمع في سينسيناتي في يونيو 1930، وعقدت المجموعة اجتماعات عامة شهرية في المدينة. تم تأسيس محفل روحاني محلي، وهو مجموعة إدارية مكونة من تسعة بالغين، في سينسيناتي في عام 1933. اعتبرت أوستن الدين، وقرأت عنه وشاركت في الاجتماعات. والتقت لويس جورج جريجوري، وهو محامٍ أمريكي من أصل أفريقي وقائد في الدين البهائي، ودوروثي بيكر، الذين كانوا أعضاء مؤثرين وساعدوا في التغلب على شعورها بالمرارة.:13m39s في عام 1934 انضمت إلى الدين البهائي.

## الانتقال إلى أوهايو
انتقلت أوستن بممارسة المحاماة الخاصة بها إلى سينسيناتي، أوهايو في عام 1933. في ذلك العام، مثلت الجمعية الوطنية للنهوض بالملونين في احتجاجها على تخصيصات تمويل المدارس العامة، حيث كانت المدارس السوداء المنفصلة ممولة بشكل أقل بالمقارنة مع المدارس الخاصة بالطلاب البيض. تم الموافقة على أن تترافع في القضايا أمام المحكمة العليا في أوهايو. كما تم تعيينها في مجلس أمناء جامعة ويلبرفورس، وهي جامعة تاريخياً للسود في أوهايو مملوكة ومدارة من قبل كنيسة AME منذ الحرب الأهلية.
خارج نطاق العمل، قادت أوستن فصل دراسة خاص عن البهائية في عام 1935. في العام التالي، خدمت في لجنة ثنائية العرق تابعة لجمعية الشابات المسيحية في سينسيناتي، والتي اجتمعت في جمعية الشابات المسيحية في الويست إند، التي كانت تخدم الأغلبية السوداء في ذلك الجزء من المدينة. كانت مسألة السكن الميسر قضية حرجة للأشخاص ذوي الدخل المحدود في المدينة، لكن جمعية الشابات المسيحية كان لديها غرفة لـ125 مقيم فقط، وبعضهم لم يستطع تحمل تكلفة الإقامة والإعاشة معًا. اجتمعت اللجنة أيضًا في موقع للفتيات في جمعية الشابات المسيحية في حي والنوت هيلز، الذي كان في ذلك الوقت ضاحية يغلب عليها البيض في المدينة.

## مساعد المدعي العام
في عام 1937 تم تأكيد تعيين أوستن كمساعدة للمدعي العام في أوهايو تحت إدارة هربرت إس. دوفي وهو ما أحدث ضجة في عدد من الأماكن، بينما كانت لا تزال تعيش في عنوان عائلتها.
في مارس، حصلت أوستن على درجة دكتوراة فخرية في القانون من جامعة ويلبرفورس بعد تعيينها في مجلس الأمناء الخاص بها. واصلت عملها في مجموعة متنوعة من البيئات - جمعية الشبان المسيحيين في المجتمع العام، وانضمت إلى لجنة إقليمية تشرف على البهائية في أوهايو وميتشيغان وإنديانا وكنتاكي، وقدمت في ندوة في كليفلاند. كانت أوستن أيضًا عضوًا في لجنة بهائية تشرف على استخدام الإذاعة من قبل الدين.
بحلول مايو تم اختيارها كأمينة لفرع سينسيناتي لـ NAACP وانتخابها كرئيسة للجنة القانونية لنادي النساء الملونات الاتحادي. استمرت في المشاركة في الارتباطات الخطابية والولائم بينما تم تسميتها أيضًا كعضو في مجلس دورية الولاية. اختتم العام بانتخاب أوستن كأمينة لمجلس جامعة ويلبرفورس. تم انتخابها أيضًا لمجلس فرع NAACP. أعطت محاضرة لـ NAACP في ديسمبر.
في عام 1938 واصلت أوستن جدولاً مزدحماً بالخطابات، بدءاً من حديث في فبراير لنادٍ مدني. ولندوة شبابية بهائية في YWCA، وكذلك في مدرسة غرين أكر البهائية في ماين. في أبريل تحدثت لصالح NAACP في دايتون، ورابطة المحامين الشباب في أوهايو. تم تذكر والدها خلال خدمات يوم الذكرى.
عندما تم تعيين خليفة لأوستن في مجلس ويلبرفورس، أثارت ترشيحه جدلاً بسبب عرقه وانتمائه الديني. في انتظار حل الاعتراضات على ترشيحه، سيواصل أوستن الخدمة.
أوستن تمت دعوته لتقديم عرض في مؤتمر حول تقدم الأميركيين الأفارقة. تشارلز ميسون ريمي ألقى محاضرة حول الدين البهائي في منزل عائلة أوستن في أكتوبر. وكان من بين المتحدثين المدعوين من جهة، وكجزء من ندوة بهائية، ولقاءات دينية أخرى أيضًا.
بسبب التعقيدات، حكم النائب العام دافي بأن تعيين الحاكم ديفي المقترح في مجلس ولبفورس كان غير قانوني، وتم تأكيد استمرارية أوستن كمتولي مهام مؤقت.
في فبراير 1939 تم الإبلاغ عن أن أوستن كانت تعمل في لجنة اجتماع "حسن النية" بين الأعراق، وشاركت في جمعية الشابات المسيحية في مارس. في أبريل، كانت أوستن من بين الحاضرين في مؤتمر رابطة التعليم للسود في كنتاكي في لويفيل. في مايو كانت من بين البهائيين في سينسيناتي الذين ذهبوا إلى المؤتمر الوطني البهائي. ورافقها والدتها ماري لويز وأخوها جورج أوستن، الابن.
انتهت من فترة السنتين في منصب نائبة المستشار القانوني العام. بينما أتاح لها ذلك العديد من الفرص لبناء اسم معروف وشبكة واسعة من خلال خطابها العام، إلا أنها اكتسبت خبرة قليلة في المحاكمات.

## الدلتا، والبهائيون
بدأت العمل في اللجنة الوطنية للاستشارات القانونية للالبهائية.
بحلول سبتمبر، كانت قد انتقلت إلى واشنطن العاصمة. على مدى السنوات القليلة التالية، تعاملت مع المسائل القانونية الفيدرالية لمكتب إدارة الطوارئ والمجلس الوطني لعلاقات العمل. بالإضافة إلى ذلك، عملت في وقت لاحق في مدينة واشنطن كمستشارة ومسجلة للأراضي. كانت مستشارة قانونية لحكومة مقاطعة كولومبيا في عام 1939 وتلتها خدمتها كمستشارة قانونية لمكتب إدارة الأسعار، وهي واحدة من الوكالات التابعة للصفقة الجديدة.
هي أيضًا تولت دورًا قياديًا في ديلتا سيغما سيتا، حيث انتُخبت كرئيسة الثامنة لجمعية الأخوة دلتا سيغما سيتا في عام 1939؛ وأُعيد انتخابها، حيث استمرت في الخدمة حتى عام 1944. كما ساهمت في مسابقة المقال الوطنية لـ فاي بيتا سيغما، واجتماعات أخرى.
أوستن خاطب المؤتمر الوطني للبهائيين في ربيع عام 1940. وأشار تعداد الولايات المتحدة لعام 1940 إلى الدخل الشهري لكل من الأم والابنة حيث بلغ حوالي 2400 دولار مسجل في سينسيناتي - حوالي 42 ألف دولار في عملة 2018.
في عام 1941 شاركت في مكتب الإعانة القانونية المجانية لجمعية المحامين الوطنية في يناير.
قادت فصلاً للشباب في مدرسة لوهلين البهائية في ميشيغان في يوليو.
النساء في مجال القانون كن قلة لدرجة أنه بحلول عام 1941 تم اعتبار أوستن من بين أول 58 امرأة محامية في الولايات المتحدة. حوالي عام 1941، قامت بالتدريس في مدرسة روبرت إتش. تيريل للقانون، لتصبح ثالث امرأة سوداء تقوم بتدريس القانون في الولايات المتحدة.
استمراراً لعملها مع دلتا، قدمت "مشروع تحليل الفرص والوظائف" (يعرف أيضًا بـOPA) في اجتماع دلتا في عام 1941. في نوفمبر، انضمت أُوستِن إلى لجنة التعليم الإقليمية لولاية ماريلاند وفرجينيا وواشنطن العاصمة المسؤولة عن الإشراف على الجهود لنشر الديانة البهائية في تلك المنطقة. اجتمعت مع دلتا في ديترويت في اجتماع عيد الميلاد في ديسمبر.
تعليقات حول المشاركات الاجتماعية تابعتها في عام 1942، قدمت أوستن التعاليم البهائية خلال اجتماع وطني في شهر يونيو بمناسبة ذكرى تأسيس الدين. واصلت تقديم الخدمة للجنة الاستشارية القانونية الوطنية للدين. كان هناك تعليق أن أوستن عملت، مثل لويس جريجوري، في السفرات في الجنوب من أجل الدين أيضًا. في ديسمبر، تم الإبلاغ عن أن أوستن كانت رئيسة دلتا في وسط تغطية لبرنامج OPA. تظهر تغطية متضائلة عن أوستن بين المتحدثين في اجتماع دلتا بولاية ميزوري، وفي توجيه الطلاب الجدد (على الرغم من أن التغطية لم تذكر أين،) بينما في سبتمبر كانت أوستن عائدة إلى غرين آيكر.
في عام 1944 تم عرض أوستن خلال الاحتفال بذكرى مرور مائة عام على اليوم المقدس البهائي، إعلان الباب، في مقابلة إذاعية تم بثها، كما أبرز عمل لجنة الوحدة العرقية الوطنية للبهائيين أيضاً عملها. رغم أن التواريخ غير معروفة، تواصل كلود ألبرت بارنيت، مؤسس وكالة الصحافة الزنجيّة المتحدة عام 1919، مع أوستن.

## الجمعية الروحية الوطنية للبهائيين في الولايات المتحدة
في اقتراع المؤتمر الوطني البهائي لعام 1945، كانت أوستن تحتل المركز الأول خارج الأعضاء النهائيين المنتخبين. في الذكرى السنوية لزيارة عبد البهاء، زعيم الدين آنذاك، لنيوجيرسي في يونيو، ألقت أوستن محاضرة عن "أسس للسلام الدائم" في الأشهر الأخيرة من الحرب العالمية الثانية. لقد عطلت الحرب خطط البهائيين للتوسع الدولي. كانت أوستن والبهائية زميلتها مرزية جيل في مدرسة لوهيليين البهائية في صيف 1945، وذُكر أن فترة أوستن كرئيسة للدلتاس قد انتهت. ظهرت أوستن مرة أخرى في مدرسة غرين أكير البهائية. كما خدمت في لجنة مؤتمر البهائيين الإقليمي في واشنطن العاصمة لانتخاب المندوبين للمؤتمر الوطني. وسط حملة وطنية من الاجتماعات للدين، كانت أوستن من بين الذين ظهروا في بوسطن، ثم في بيتسبرغ بنغمة متناقضة مع تلك الموجودة في المجتمع الأسود الآخر، على الرغم من أن البهائيين كانوا "متأثرين بشدة"، انتهى فبراير ملاحظاً خطابها في سينسيناتي "الأمان لعالم مليء بالخوف". قرب نهاية الفترة 1945-1946 للجمعية الروحية الوطنية للبهائيين في الولايات المتحدة وكندا، استقال روي ويلهلم لأسباب صحية. انتخب المندوبون لهذا العام أوستن كبديل في انتخابات فرعية، مما منحها أكثر من ضعف أصوات المرشح التالي. تولت المنصب في مارس 1946. تداخلت فترة ولاية أوستن في المنصب مع فترة لويس جورج جريجوري لبقية ذلك العام.
أعيد انتخاب أوستن في المحفل الروحاني المركزي مرة أخرى في عام 1946. في تلك السنة، دعا شوقي أفندي، رئيس الدين، إلى خطة السنوات السبع الثانية. وأشار إلى أن الزخرفة الداخلية وتنسيق الحديقة في المعبد البهائي في ويلميت تحتاج إلى إكمال. واقترح أيضًا إنشاء محافل روحانية مركزية في أمريكا الجنوبية وأمريكا الوسطى وكندا؛ وإعادة تأسيس الدين في أوروبا بعد الخسائر الفادحة والاضطرابات التي شهدتها الحرب. في يوليو، كانت أوستن جزءًا من مؤتمر بهائي إقليمي يتضمن مناقشة حول وحدة العرق. كما شاركت في اجتماعات ومحاضرات في معهد هامتون في يوليو. ألقت خطابًا في أوائل نوفمبر في أوربانا (إلينوي)، للبهائيين. حضر 800 شخص وتم بث الحدث عبر الإذاعة المحلية.
تحدثت أوستن أمام مجموعة كبيرة في بالتيمور في أواخر يناير 1947، وأمام مجموعة صغيرة في أتلانتا في فبراير. في فبراير، كانت أوستن مندوبة إلى مؤتمر المجلس الدولي للمرأة الذي دعا إليه قسم المعلومات في الأمم المتحدة في ليك ساكسس (نيويورك). ترددت تقارير عن أن أوستن كانت تلقي خطابًا لبهايي في لوس أنجلوس في أواخر مارس. عادت لتتحدث في أتلانتا في اجتماع أكبر. كان المجتمع في أتلانتا قد شهد بعض الحوادث العنصرية مع جماعة كو كلوكس كلان والجهات المرتبطة في أبريل. كانوا يبحثون عن مركز يكون آمنًا. مع اقتراب منتصف أبريل، كانت أوستن من بين المكرمين من رؤساء دلتا السابقين. بينما انتخب البهائيون في سينسيناتي جمعية تضم الأم ماري ل. أوستن والأخ جورج أوستن،
ناقش المؤتمر الوطني غارات KKK في الجنوب التي روعت السود. قال أوستن، "يجب أن نحتج رسمياً على هذه الأفعال للسلطات؛ المجموعات الدينية المختلطة [بين الأعراق] تعقد اجتماعاتها في الجنوب اليوم". تم انتخاب أوستن مرة أخرى لالجمعية الروحية الوطنية.
في يناير 1948 قدمت أوستن محاضرة للبهائيين في دايتون، أوهايو،  وكانت الجالية البهائية ممتنة لتغطية الصحف. كما أُشير إلى أنها كانت رئيسة اللجنة القانونية للمجلس الوطني للنساء الملونات (NCNW). كانت في سينسيناتي في فبراير، ثم في ندوة عن النساء والأمم المتحدة في مارس. تحقق هدف كندا في تشكيل محفل بهائي وطني خاص بها وحضرت أوستن أول مؤتمر وطني كندي لهم، وشاركت في تقديم خلال اجتماع عام استمر لمدة ساعتين هناك. تم انتخاب أوستن مرة أخرى للمحفل الوطني الأمريكي، وتحدثت في الاجتماع العام خلال تلك الجلسة وفي المؤتمر أقامت أوستن وبوره كافلين ورشة عمل بعنوان "التعليم لإزالة التحيز" للمشاركين في المؤتمر. في أكتوبر كانت أوستن في اجتماع المجلس الوطني للنساء الزنوج في البيت الأبيض وقالت دعاء بهائي، وظهرت في "حفل عالمي واحد" الذي أقيم في واشنطن العاصمة.
في يناير 1959، انعقد يوم الحرية الوطني في فيلادلفيا وكانت أوستن متحدثة، حيث علقت على زيارة ʻAbdu'l-Bahá، وفي مارس كانت أوستن ضمن جهود NAACP في العاصمة. وفي أبريل أُعلن أن أوستن كانت في لجنة البرمجة الوطنية تنسق وتنتج جميع أنواع المواد للترويج للدين، وانتُخبت في الجمعية الوطنية. وقد أُقيم حفل استقبال لأوستن من قبل فرع من ديلتا في جورجيا في مايو، وذُكر أن أوستن كانت في المجلس الوطني لعلاقات العمل في يونيو. شملت المشاورات للمؤتمر الوطني البهائي الفضائل اللازمة والمشجعة بما في ذلك تعليقات من أوستن. بالفعل كان ثاني توصية في المؤتمر أن تُنشر ورشات عمل أوستن وتعليقاتها على الاستشارة. تم تأسيس تنظيم الجمعية الوطنية كصندوق ائتمان مع أوستن بين الأمناء. وفي نوفمبر كانت أوستن مرئية في مجتمع السود في D.C.
في عام 1950، المجلد العاشر من The Baháʼí World استعرض الاحتفال بالذكرى المئوية وضم لائحة أوستن، وكان جزءاً من تقرير الجمعية الوطنية للمجتمع. وكان أوستن بين العديدين في استقبال مختار في ساوث كارولينا لجوليوس واتيز وورينغ في نهاية شهر مارس. التعليق العام على النمو الواسع للبهائيين في البلاد وانتخابات الجمعية الوطنية ذكر أوستن في هاواي، وقد احتفل البهائيون بالذكرى المئوية لإعدام الباب في يوليو مع لجنة ترأّسها أوستن. وفي سبتمبر، ألقى أوستن محاضرة عن اليوم العالمي للمرأة في كنيسة في سينسيناتي.

في عام 1952، تم تضمين مقال أوستين "الوحدة العالمية كأسلوب حياة" في المجلد 11 من عالم البهائي. وتقول فيها:
 يعتبر تحقيق الفهم الفعال والتعاون بين الأمم والعروق والطبقات المختلفة للبشرية هو الأساس الرئيسي لبقاء الحضارة. هذا الحاجة الملحة يتم تلبيتها جزئياً فقط من خلال النظريات السياسية والاجتماعية والاقتصادية المقدمة اليوم. تؤكد الأديان العظيمة والقوية على هذه الحاجة في إعلاناتها، لكن برامجها العملية بالكاد مست أو تطرقت إلى القضايا الضمنية.… بنفس الطريقة التي يمنح بها حب الله الإنسان قيماً جديدة لقياس بها الآخرين وعلاقته معهم، فإنه أيضاً يمنحه اعتباراً أعمق للقانون والنظام اللذان هما أساس لأي مجتمع متقدم. الولاء للمبدأ الروحي والاستخدام الضميري له في الشؤون الإنسانية هو بداية النظام الاجتماعي والأمن. القوانين الروحية لله تمنح الإنسان معاييره الأخلاقية العظيمة. الإيمان بالله والجهد المخلص للعيش بالإيمان هما القوى المولدة لضمير الإنسان. عندما تتحد الضمير الإنساني والأخلاقيات الاجتماعية في أهدافهما، يكون هناك تعاون بين الانضباط الداخلي والخارجي. والنتيجة هي فرد ومجتمع ناضجين ومصقولة.
في أواخر أغسطس، عُقد برنامج الشباب في مدرسة لوهيلين مع فصل قادته أوستن بعنوان "الفن الإلهي للحياة". في انتخابات 1951، عادت أوستن إلى الجمعية الوطنية، وكانت رئيسة لجنة إفريقيا التي قدمت تقريرًا للمؤتمر حول تقدم الدين هناك وكذلك السعي إلى مزيد من الروابط. في سبتمبر توفيت والدتها ماري لويز أوستن أثناء زيارتها لأوستن؛ ودُفنت في مقبرة الملونين الأمريكيين في أوكلي، أوهايو. وفي أكتوبر، وصل أول الرواد المنسقين للترويج للدين إلى إفريقيا.
انتُخب أوستن في مؤتمر البهائيين الوطني لعام 1952 رغم تأخر نشر المعلومات عنه. تركز عمل أوستن في اللجنة الأفريقية على فرص العمل. ساهم أوستن في يونيو في "عيد الوحدة التذكاري" للدين في نيو جيرسي. توفي لويس ج. غريغوري في نوفمبر وكان أوستن من بين الكثيرين الذين تحدثوا في حفل التأبين. طُلب من أوستن إعداد مقال تأبيني عن غريغوري.

## رائد وفارس بهاء الله إلى المغرب
مع بداية عام 1953، جاء الخبر عن الحملة البهائية التي تستمر لعشر سنوات، وهو برنامج لتوسيع وجود الدين خاصةً في إفريقيا. كان أوستن عضوًا في لجنة التعليم الدولية للولايات المتحدة وذكر في تقاريره التقدم الذي بدأ سابقًا، ثم ظهر في احتفال اليوم العالمي للأديان في ويلمنغتون، ديلاوير، مع تغطية من WDEL-TV كما كانت تُسمى وقتها. في فبراير، عقد البهائيون مؤتمرًا في أوغندا حضره أوستن، كممثل للجمعية البهائية الوطنية الأمريكية. قامت أوستن بـ الحج في البهائية. تم ذكر أوستن في تغطية الصحف الأمريكية لرحلاتها إلى إفريقيا وأوروبا في مارس، بينما عادت في أبريل إلى سينسيناتي احتفالًا بالذكرى المئوية لإعلان بهاء الله مؤسس الديانة، وتكريس بيت العبادة في شيكاغو. عادت أوستن إلى سينسيناتي مرة أخرى في يونيو، وترأست لجنة إفريقيا بحلول سبتمبر، وفي سبتمبر استقالت أوستن بنفسها لتكون رائدة في نشر الدين مما استلزم إجراء انتخابات فرعية أخرى. في النهاية، استقال خمسة أعضاء للانتقال إلى الخارج لنشر الدين - إيلسي أوستن، دوروثي بيكر، ماثيو بولوك، و. كينيث كريستيان وميامي سيتو - وتم تعويضهم بـ لورنس هاوتز، تشارلز ولكوت، شارلوت لينفوت، روبرت مكلاولين ومارجري مكورميك.
أوستن انتقلت إلى ما كان يطلق عليه آنذاك منطقة المغرب الدولية التي تركزت في طنجة، ويعزى وصولها إلى 23 أكتوبر 1953، والتي من أجلها تم تسميتها في نهاية المطاف فارس بهاء الله. تم تعيينها كمعلمة في المدرسة الأمريكية بطنجة، وخلال تلك الفترة ساعدت أيضًا في تأسيس مجتمعات البهائيين في شمال وغرب أفريقيا. ما زالت تمكنت من الوصول إلى الأخبار في الولايات المتحدة في وقت مبكر، ثم لاحقًا في عام 1954. تم تعيينها كواحدة من أول الأعضاء في مجلس المشاورين لأفريقيا، لمساعدة موسى بناني.
في عام 1955 كتب أوستن الكتيب المكون من 18 صفحة بعنوان فوق كل الحواجز: قصة لويس ج. جريجوري والذي أعيد طباعته في 1964 و1965 و1969 و1976. كتب أوستن عن الحاجة إلى الفضائل وسط تحديات الريادة حيث "جميع تحيزات العالم معروضة". تم انتخاب مجلس وطني إقليمي لشمال غرب أفريقيا من قبل البهائيين في عام 1956 حيث خدم أوستن وإينوك أولينغا كضباط للمؤتمر وخدم أوستن آنذاك كرئيس للجمعية الوطنية. تم انتخابها وعملت كرئيسة مرة أخرى في عام 1957.

## داخل الولايات المتحدة
عادت أوستن إلى الولايات المتحدة مرة أخرى في أغسطس 1957 وألقت محاضرة في هاكنساك، نيو جيرسي، رغم أنها كانت تتوقع العودة قريبًا. ومع ذلك، كانت في سينسيناتي في مارس 1958 لحضور حفل استقبال في ويلبرفورس. عملت كمديرة تنفيذية لمكتب واشنطن العاصمة التابع للمجلس الوطني للمرأة الزنجية (إن سي إن دبليو) ومؤتمرهم في واشنطن العاصمة، وأبلغت كعضو في لجنة التعليم القارية في المؤتمر الوطني البهائي الأمريكي. في يوليو، كانت أوستن جزءًا من حفل استقبال إن سي إن دبليو للزعيم الزائر كوامي نكروما الذي كان حينها رئيس وزراء غانا. في أكتوبر، تحدثت أوستن في تشيستر، بنسلفانيا، في اجتماع إقليمي للبهائيين. في نوفمبر، خدمت أوستن من خلال إن سي إن دبليو حيث نظموا معارض للنساء الأميركيات من أصول أفريقية في المعرض الدولي الخامس والثلاثين للنساء. في مايو 1959 واصلت أوستن عملها مع إن سي إن دبليو لعقد مؤتمر إقليمي في نيويورك. في حوالي يونيو، عقدت إن سي إن دبليو مؤتمرًا يمنح الجوائز، وأعلنت الدراسات وصرحت التغطية الصحفية عن تعليقها أن "المشاركة العرقية المتعددة في المؤتمر ألهمت الأمل في تغيير المواقف تجاه الأقليات في الجنوب." كما ترأست أوستن اجتماعًا مساء ذكرى مرور مئة عام على إعدام الباب. في أواخر مايو، حضرت أوستن اجتماعًا قياديًا لإن سي إن دبليو في دايتونا، فلوريدا، مباشرة قبل التوجه في يونيو إلى سانت بطرسبرغ، وألقت محاضرة للبهائيين كجزء من الاحتفال بيوم وحدة الأجناس. في أكتوبر، عادت أوستن كمديرة تنفيذية لإن سي إن دبليو حيث قدمت في اجتماع في واشنطن العاصمة. في أكتوبر، كانت أوستن جزءًا من حفل استقبال إن سي إن دبليو لممثلة جمعية الشابات المسيحيات في غانا.

## وكالة معلومات الولايات المتحدة
أوستن مُنحت درجة فخرية من جامعة سينسيناتي في عام 1960، ثم عادت إلى شمال غرب أفريقيا، هذه المرة في ما كان يُسمى آنذاك الكاميرون البريطانية، من أجل المؤتمر لانتخاب الجمعية الوطنية الإقليمية لشمال غرب أفريقيا مرة أخرى وتم انتخابها. كان هناك اتصال قد أُقيم، وتم توظيفها لدى وكالة المعلومات الأمريكية كملحق ثقافي، حيث ذكرت خبرية في 1961 أنها كانت في نيجيريا، وتوقعت زيارة ضيوف في الخريف. وفقًا لتقارير USIA، خدمت أوستن كمسؤولة عن الأنشطة النسائية في غرب أفريقيا من 1960-1965، قبل أن تتحمل مسؤوليات مماثلة في شرق أفريقيا. كانت معلمة تعيش في لاغوس. عادت، وأثناء وجودها في واشنطن العاصمة شاركت في إحياء ذكرى زيارة ʻAbdu'l-Bahá إلى واشنطن، زارت الأقارب في أوهايو وتدربت مجددًا في صيف 1962. وُصفت بأنها خدمت ك"ضابط شؤون النساء" وكانت قد زارت ليبيريا وغانا وتوغو. نظمت زيارة مع شقيقات دلتا في أكتوبر. كعضوة في الجمعية الوطنية، ساعدت أوستن في انتخاب أول بيت العدل الأعظم في أبريل 1963. وعاودت السفر إلى نيجيريا. في عام 1964 كانت أوستن بديلة عن غلاديس أفيري تيليت لندوة لومه، ثم أصبحت مسؤولة الشؤون الثقافية في لاغوس، نيجيريا. عادت أوستن في صيف 1965 إلى أوهايو،
أوستن ذُكر في نيروبي، كينيا، أكتوبر، 1967. في ديسمبر شارك أوستن في مؤتمر بهائي بين القارات في كمبالا، أوغندا، وأخيراً خدم أوستن في محافل روحية محلية في المغرب، نيجيريا، كينيا، وجزر البهاما.
في عام 1968 اعترف (USIA) بإنجازاتها عن طريق ترشيحها لجائزة المرأة الفيدرالية، وبحلول أواخر الصيف كانت تُلقي خطابًا كجزء من احتفال باليوم المقدس البهائي ميلاد الباب في سنسيناتي. في نوفمبر كانت في (D.C.) لحضور اجتماع الدلتاس، الآن هي شؤون المرأة الإقليمية لشرق أفريقيا.
في يناير 1969، عادت أوستن إلى الولايات المتحدة وتمت مقابلتها. "واحد من الأمور السعيدة في عملي هو إدراكي أن جميع شعوب العالم متشابهون حقًا." عملت لدى USIA لمدة 8 سنوات،  وزارت آل دلتا خلال الرحلة. في يونيو، مُنحت درجة دكتوراه شرفية في الآداب الإنسانية من جامعة سينسيناتي.
من بين آخر أعمالها في الخدمة الدبلوماسية، في عام 1970 قامت أوستن بتحرير النشرة العمل المجتمعي التي جُمِعت في مجلد مُجلّد، وتقاعدت.

## العودة إلى الولايات المتحدة
بعد عودتها إلى الولايات المتحدة، كانت أوستن تُدعى بشكل متكرر للتحدث إلى المجموعات الأكاديمية والمجتمعية عن تجاربها. كما كتبت عن الزملاء و

### المنشورات
- "في الذكرى؛ ماثيو دبليو. بولوك، 1881-1972، فارس بهاء الله"، فصل مُدرَج في عالم البهاء (1975).[237]
- أوستن ساهم بقصة "الذهب الثمين"، حول لويس غريغوري لمجلة طريق الطفل، نُشرت في أغسطس 1976.[238]

- لقد أفادت في Baháʼí News (مارس 1977) عن مؤتمر بهائي دولي عقد في أكتوبر السابق في نيروبي، كينيا.[239]

### الخطب
في أبريل 1972، كانت أوستن المتحدثة الرئيسية في ندوة برنامج الدراسات الأفريقية الأمريكية في معهد هامبتون في فيرجينيا. تحدثت حول "جاذبية الدراسات الأفريقية الأمريكية في السبعينيات". بعد بضعة أيام شاركت في البرنامج السنوي الثالث لـاليوم العالمي للمرأة في سينسيناتي.
في ديسمبر 1973، تحدثت في يوم حقوق الإنسان في النادي الجامعي بجامعة ويسكونسن-أوشكوش. كما تحدثت في ذلك اليوم في اجتماع عام في أبلتون (ويسكونسن). تمت تلخيص حديثها في الصحيفة المحلية.
في عام 1974 تم الإشارة إلى أوستن في أخبار البهائيين كأحد أعضاء المحافل الوطنية الذين قرروا الريادة، وقد انتقل في خمسينيات القرن الماضي إلى إفريقيا لنشر الإيمان. في أوائل مايو 1975 كان أوستن في سينسيناتي لإلقاء كلمة في نادي رفاهية المتفائلين، الذي كان يحتفل بذكراه السنوية. في وقت لاحق من نفس الشهر، ترأس أوستن وفد البهائيين الذين سافروا إلى المؤتمر الدولي للنساء في مدينة مكسيكو. في نوفمبر كان أوستن متحدثًا رئيسيًا في جامعة تكساس A&M لإلقاء محاضرة بعنوان: "النساء وأزمات الحدود: التنمية، والعدالة، والسلام". كانت جزءًا من حملة المساواة التي يشرفون عليها. في ذلك الوقت كان أوستن يعمل لصالح برنامج المساعدة التعليمية المحلية لصندوق فيلبس ستوكس. كانت مهمته هي العمل على قضايا التعليم للأمريكيين الأفارقة والسكان الأمريكيين الأصليين.
في عام 1982 كانت أوستن من بين الأعضاء المؤسسين لأصدقاء كنيسة أندرو رانكين التذكارية في جامعة هوارد. قامت برحلة شاملة إلى الصين ذلك العام نيابة عن صندوق فيلبس ستوكس. سافرت لأسابيع لتفقد المدارس والأعمال والخدمات المجتمعية التي تؤثر على التعليم والفرص للأقليات. حوالي عام 1985 كانت أوستن تعيش في واشنطن، العاصمة.
أوستن عادت إلى سينسيناتي عدة مرات في التسعينيات. في أكتوبر 1990 ظهرت في برنامج يوم المرأة في كنيسة جبل صهيون المتحدة الميثودية. عادت أوستن إلى سينسيناتي في صيف 1996 للمساعدة في تدشين مركز البهائيين الجديد.

### تحول الألفية
ساهم أوستن في كتاب المتمردون في القانون: أصوات في تاريخ المحاميات السوداوات (2000). حددت فيه أن العنصرية تُقسِّم الولايات المتحدة:
هذه القوة المفرقة (الموضحة في اقتباس لـ عبد البهاء) خاصة كما يتم توليدها من خلال التحيز العنصري هي القضية الأخطر في أمريكا اليوم. لقد أصبحت مسألة العرق العقد الأكثر دهاءً وقوة الذي يستخدمه أعداء الديمقراطية بأي شكل في الشعب الأمريكي. ومن خلالها نستطيع أن نرى الأمر الذي تحدث عنه عبد البهاء يتحقق بالفعل. نحن السود والبيض، يُستخدَم بعضنا الآخر ضد الآخر وضد أنفسنا. لكل مجموعة ترتقي لتحرر الناس وتوحدهم، هناك أخرى تعمل بالتأكيد من وراء الكواليس للتفرقة والتحريض... الآن هو الوقت لكل ذرة من التنظيم والقوة ولجميع أنواع القيادة أن تتحد في حملة تعليمية لتشكيل أفكار جديدة عن الأمريكيّة والعرق وتطوير شعور بالوحدة في الشعب الأمريكي... الأخوة لم تعد فكرة في هذا العصر، بل هي ضرورية اجتماعيًا بدونها سيكون جميع الرجال في خطر الفناء... عندما يحين وقت المواجهة كما يجب، لن نتمكن من الحفاظ على هذه الانتصارات في مواجهة التوتر المتصاعد والمرارة والضغوط إلا إذا طورنا قوة قوية للرأي العام بين أمريكا البيضاء والسوداء وشعورًا قويًا بالوحدة."
أوستن عاشت في سيلفر سبرينغ (ماريلند)، بالقرب من واشنطن العاصمة لسنوات قبل الانتقال إلى سان أنطونيو، تكساس في يونيو 2004. توفيت هناك بفشل القلب الاحتقاني الذي تفاقم بسبب الربو في 26 أكتوبر 2004. تم إقامة خدمات تأبين عامة في مشارق الأذكار البهائية في الولايات المتحدة وفي أوغندا.

## الإرث والتكريمات
- في عام 1991 منحت جامعة سينسيناتي رابطة الخريجين بها أوستن جائزة الخريجين المتميزين.[254]
- في عام 1998 أنشأت البهائيين في سينسيناتي منحة دراسية باسم أوستن للطلاب الذين عملوا ضد التحيز.[255]
- في عام 2002 أنشأت كلية الحقوق بجامعة سينسيناتي منحة دراسية باسم أوستن. لم تتمكن من حضور حدث اللقاء حيث تم الإعلان عنها.[256]
- في عام 2007 كانت أوستن من بين 20 من الخريجين الذين تم إدخالهم إلى قاعة الشهرة الجديدة في مدرسة والتنت هيل الثانوية.[257]